# 洛里尼亚克
洛里尼亚克（法語：Lorignac，法語發音：[lɔʁiɲak]）是法国滨海夏朗德省的一个市镇，位于该省南部，属于容扎克区。

## 地理
洛里尼亚克（45°27'21"N, 0°41'23"W）面积17.53 平方千米，位于法国新阿基坦大区滨海夏朗德省，该省份为法国西部滨海省份，北起旺代省，西临大西洋，南至吉倫特省，东南接多爾多涅省，东北接德塞夫勒省接壤，东临夏朗德省。
与洛里尼亚克接壤的市镇（或旧市镇、城区）包括：布瓦、尚帕尼奥勒、圣西耶迪塔永、圣迪藏迪加、吉伦特河畔圣福尔。

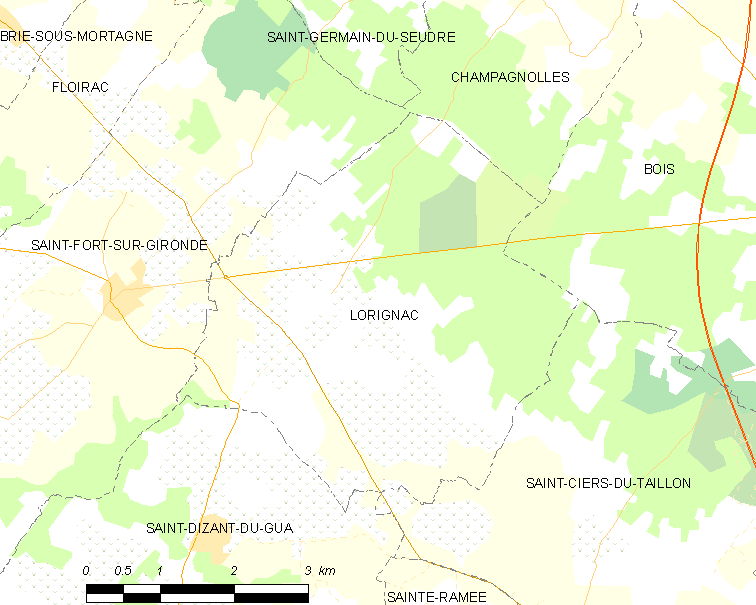
洛里尼亚克的OSM定位图

洛里尼亚克的时区为UTC+01:00、UTC+02:00（夏令时）。

## 行政
洛里尼亚克的邮政编码为17240，INSEE市镇编码为17210。

## 政治
洛里尼亚克所属的省级选区为蓬镇县。

## 人口

1962-2008年间洛里尼亚克人口变化图示

洛里尼亚克于2022年1月1日时的人口数量为511人。